# Ondřej Zdráhala
Ondřej Zdráhala (* 10. července 1983 Hranice) je legendární český házenkář, který hrál na pozici střední spojky. V roce 2021 se stal prezidentem Českého svazu házené. 
Je odchovancem SSK Vítkovice, hrál extraligu za SKP Frýdek-Místek a HCB Karviná, s nímž získal v letech 2004–2007 čtyři mistrovské tituly. Později působil v Dánsku, Norsku, Německu, Polsku, Slovensku a v Kataru. 
V české reprezentaci debutoval v roce 2005, odehrál 106 zápasů a vstřelil 366 branek. Startoval na mistrovství světa v házené mužů 2015. Na mistrovství Evropy v házené mužů 2018, kde byl kapitánem národního týmu, Češi obsadili překvapivě šesté místo a Zdráhala byl králem střelců s 55 brankami z 96 střel. Evropská házenkářská federace ho vyhlásila nejlepším hráčem měsíce ledna 2018, tuto poctu získal jako první Čech v historii.